# Sorry, ik heb geen hoofd
Sorry, ik heb geen hoofd (Engels: Sorry, I've Got No Head) was een Britse satirisch komisch sketchprogramma voor kinderen waarin alle rollen werden gespeeld door volwassenen en die een parodie laat zien op de wereld van Vikingen en piraten. In Nederland werd het programma uitgezonden door Nickelodeon. Voor de Nederlandse versie spraken Korneel Evers en Matthijs Wind en andere Nederlandse stemacteurs verschillende stemmen in. De cast van het programma bestond oorspronkelijk uit William Andrews, David Armand, James Bachman, Marcus Brigstocke, Anna Crilly, Justin Edwards, Mark Evans, Mel Giedroyc, Marek Larwood en Nick Mohammed.

## Achtergrond
Het eerste seizoen begon op 17 juni 2008, met sketchjes van Jasmine en Prudith, die denken dat alles "duizend pond" kost, en de boze Vikingen, die bang zijn voor alles.
Het tweede seizoen begon in 2009 en bevatte drie nieuwe castleden; Kobna Holdbrook-Smith, Fergus Craig en Toby Davies. Marek Larwood kwam niet terug. Ook kwamen er nieuwe sketchjes waaronder: Beschaamd Louise, die worstelt met een ongewoon probleem, de Heksenjager, die mensen heksen en boeren roept, komen opdagen om ze weg te nemen; een boze Sneeuwman, die vecht voor gelijkheid in het dagelijks leven en Ross van de Buiten-Hebriden, die het twijfelachtige onderscheid maakt als enige leerling in een school te zijn met slechts één leraar en een sitcom met een familie mestkevers .
Het derde en laatste seizoen begon in mei 2011. Javone Prince en een terugkerende Marek Larwood verschenen in het nieuwe seizoen. Tot 2014 werden herhalingen uitgezonden.
De serie werd eind 2009 uitgezonden op YTV en seizoen 2 werd eind 2010 uitgezonden.

## Afleveringen

### Seizoen 1
| Aflevering (seizoen) | Aflevering (seizoen) | Uitzenddatum      |
| -------------------- | -------------------- | ----------------- |
| 1                    | 1                    | 17 juni 2008      |
| 2                    | 2                    | 4 juli 2008       |
| 3                    | 3                    | 8 juli 2008       |
| 4                    | 4                    | 15 juli 2008      |
| 5                    | 5                    | 22 juli 2008      |
| 6                    | 6                    | 1 augustus 2008   |
| 7                    | 7                    | 8 augustus 2008   |
| 8                    | 8                    | 15 augustus 2008  |
| 9                    | 9                    | 22 augustus 2008  |
| 10                   | 10                   | 29 augustus 2008  |
| 11                   | 11                   | 5 september 2008  |
| 12                   | 12                   | 12 september 2008 |
| 13                   | 13                   | 19 september 2008 |

### Seizoen 2
| Aflevering (seizoen) | Aflevering (seizoen) | Uitzenddatum     |
| -------------------- | -------------------- | ---------------- |
| 1                    | 14                   | 9 oktober 2009   |
| 2                    | 15                   | 16 oktober 2009  |
| 3                    | 16                   | 23 oktober 2009  |
| 4                    | 17                   | 30 oktober 2009  |
| 5                    | 18                   | 6 november 2009  |
| 6                    | 19                   | 13 november 2009 |
| 7                    | 20                   | 20 november 2009 |
| 8                    | 21                   | 27 november 2009 |
| 9                    | 22                   | 4 december 2009  |
| 10                   | 23                   | 11 december 2009 |
| 11                   | 24                   | 18 december 2009 |
| 12                   | 25                   | 25 december 2009 |
| 13                   | 26                   | 1 januari 2010   |

### Seizoen 3
| Aflevering (seizoen) | Aflevering (seizoen) | Uitzenddatum     |
| -------------------- | -------------------- | ---------------- |
| 1                    | 27                   | 13 mei 2011      |
| 2                    | 28                   | 20 mei 2011      |
| 3                    | 29                   | 27 mei 2011      |
| 4                    | 30                   | 10 juni 2011     |
| 5                    | 31                   | 17 juni 2011     |
| 6                    | 32                   | 24 juni 2011     |
| 7                    | 33                   | 1 juli 2011      |
| 8                    | 34                   | 8 juli 2011      |
| 9                    | 35                   | 15 juli 2011     |
| 10                   | 36                   | 22 juli 2011     |
| 11                   | 37                   | 29 juli 2011     |
| 12                   | 38                   | 5 augustus 2011  |
| 13                   | 39                   | 12 augustus 2011 |